# Stefànivka
Stefànivka (en (ucraïnès): Стефанівка, en rus: Стефановка) és un poble de la República Autònoma de Crimea, a Ucraïna, que el 2014 tenia 384 habitants. Pertany al districte rural de Djankoi.